# 章庄铺镇
章庄铺镇，是中华人民共和国湖北省荆州市公安县下辖的一个乡镇级行政单位。

## 行政区划
章庄铺镇下辖以下地区：
章庄铺社区、郑公渡社区、石子滩社区、严家咀村、新港村、双星村、荣农村、高桥村、五首旗村、欣荣村、红桥村、铜桥村、太平村、白鹤村、石门咀村、凤凰村、章庄村、章兴村、玉虚阁村、肖家咀村、三星村、联兴村、荆红村、毛家坪村、松林村、白云村、紫金村、同心村、卷桥水库生活区和牛浪湖渔场生活区。